# Кастельново-ди-Сотто
Кастельново-ди-Сотто (итал. Castelnovo di Sotto) —  коммуна в Италии, в провинции Реджо-нель-Эмилия области Эмилия-Романья.
Население составляет 7767 человек, плотность населения составляет 228 чел./км². Занимает площадь 34 км². Почтовый индекс — 42024. Телефонный код — 0522.
Покровителем коммуны почитается святой апостол Андрей Первозванный, празднование 30 ноября.
Здесь родился выдающийся итальянский марафонец Стефано Бальдини.